# Timour Gareïev
Timour Gareïev (en ouzbek : Temur Gareyev) est un joueur d'échecs ouzbek puis américain né le 3 mars 1988 à Tachkent (alors en Union soviétique). Grand maître international à seize ans en 2004, il est affilié depuis 2012 à la fédération américaine.
Depuis le 4 décembre 2016, Gareïev détient le record du monde du nombre de parties simultanées disputées à l'aveugle. Sur 48 parties simultanées, il en a gagné 35, perdu 6 et fait 7 nulles.
Au 1er février 2016, il est le numéro dix américain avec un classement Elo de 2 611.

## Carrière en Ouzbékistan et olympiades
Il a représenté l'Ouzbékistan lors de deux olympiades (en 2004 et 2006). En 2006, il jouait au troisième échiquier et Gareïev finit cinquième au classement individuel pour le troisième échiquier.
Timour Gareïev finit deuxième ex æquo du championnat ouzbek en 2004 et premier-troisième ex æquo en 2008.

## Carrière américaine
Timour Gareïev a remporté le National Open en 2010, l'open de Chicago en 2011. En 2011, il finit 1er-7e et troisième au départage du championnat open des États-Unis (l'US Open). Il gagne l'open nord-américain (North American Open) en 2012, et finit premier ex æquo en 2013. En 2013, il finit troisième ex æquo du championnat américain, 9e-10e sur douze joueurs en 2014 et avant dernier du championnat en 2015. En 2014, il remporte le Southern California Open.
Il remporte le championnat open des États-Unis en 2018.

## Simultanées à l'aveugle
Le 4 décembre 2016, Timour Gareïev a battu le record du monde de parties simultanées à l'aveugle en disputant 48 parties en 20 heures. Sur les 48 parties, il en a gagné 35, en a perdu 6, et fait 7 nulles.